# Имидазол
Имидазо́л — органическое соединение класса гетероциклов, пятичленный цикл с двумя атомами азота и тремя атомами углерода в цикле, изомерен пиразолу.

## Свойства
В незамещенном имидазоле положения 4 и 5 (атомы углерода) равноценны, вследствие таутомерии.
Ароматичен, реагирует с солями диазония (сочетание).
Нитруется и сульфируется только в кислой среде в положение 4, галогены в щелочной среде вступают по положению 2, в кислой — по положению 4.
Легко алкилируется и ацилируется по иминному N, раскрывает цикл при взаимодействии с растворами сильных кислот и пероксидов.
Катализирует гидролиз трудноомыляемых сложных эфиров и амидов карбоновых кислот.
На основе имидазола производят большое количество различных ионных жидкостей.

## Методы получения
Впервые имидазол был получен Генрихом Дебюсом в 1858 г. конденсацией глиоксаля с аммиаком и формальдегидом, этот метод может использоваться и в синтезе замещенных имидазолов:
В лабораторной практике имидазол синтезируют декарбоксилированием 4,5-имидазолдикарбоновой кислоты, получаемой окислением бензимидазола.

## Биологическая роль
Имидазольное ядро входит в состав незаменимой аминокислоты гистидина.
Структурный фрагмент гистамина, пуриновых оснований, ряда лекарственных средств (дибазол, метапрот, ксилометазолин и др.).